# Za linią wroga
Za linią wroga (ang. Behind Enemy Lines) – amerykański film wojenny z 2001 r. w reżyserii Johna Moore’a, inspirowany prawdziwymi wydarzeniami (incydentem nad Mrkonjić Gradem).

## Fabuła
Rok 1995, trwa wojna w Bośni i Hercegowinie. Lotniskowiec USS Carl Vinson (CVN-70) pod dowództwem admirała Leslie Reigarta (Gene Hackman) patroluje wody Morza Adriatyckiego. Służą na nim porucznik nawigator Chris Burnett (Owen Wilson) i porucznik pilot Jeremy Stackhouse (Gabriel Macht).
W trakcie rutynowego lotu rozpoznawczego Burnett ma dziwne odczyty na radarze, więc decyduje się zejść z ustalonej trasy patrolu. W okolicy, nad którą przelatują Serbowie dokonują masowych rozstrzeliwań ludności cywilnej. Piloci rozpoczynają fotografowanie tego wydarzenia. Stacjonujące w lesie wojska posiadają wyrzutnie rakiet przeciwlotniczych, które zestrzeliwują samolot, a obaj lotnicy muszą się katapultować.
Po wylądowaniu Jeremy jest lekko ranny w nogę, dlatego wspólnie uzgadniają, że Chris uda się na pobliskie wzgórze, skąd będzie mógł wezwać pomoc przez radiostację ratunkową. Niestety, widzi stamtąd, że jego kolegę okrążają Serbowie pod dowództwem generała Miroslava Lokara. Podczas przesłuchania Stackhouse zapewnia, że jest sam, potem Serbowie wycofują się. Zostaje z nim jedynie najemnik Sasza. Ten stawia Jeremy’ego na nogi, po czym wyjmuje pistolet i, na wcześniejszy rozkaz Lokara, strzela mu w głowę. Widząc to Chris krzyczy z przerażenia, demaskując się. Generał Lokar nakazuje Saszy wytropienie i zabicie drugiego lotnika, chcąc pozbyć się świadków masakry ludności cywilnej, by uniknąć odpowiedzialności.
W bezpiecznym miejscu Chris kontaktuje się z admirałem Reigartem, przekazując informacje o zestrzeleniu i egzekucji Stackhouse’a. Reigert każe mu udać się do innej strefy, bo do jego lokalizacji nie może dotrzeć zespół ratunkowy.
Tymczasem na lotniskowcu admirał Piquet (Joaquim de Almeida) zakazuje Reigertowi organizowania akcji ratunkowej, ponieważ lotnicy złamali regulamin, wlatując w strefę zdemilitaryzowaną, co narażało na zerwanie rozmów pokojowych. Po osiągnięciu przez Chrisa wyznaczonego punktu w strefie zakazu lotów, ze względu na możliwość wywołania incydentu i nasilenia wojny domowej, Reigart rozkazuje Burnettowi udać się do punktu poza tą strefą, do okolic miasta Hač. Admirał Piquet wysyła francuski oddział ratunkowy. 
Na drodze do miasta ścigany przez najemnika Burnett zatrzymuje samochód, którym dociera do celu. Tam okazuje się, że na miasto wyruszyła wielka serbska ofensywa. W stosunkowo bezpiecznym miejscu dochodzi do konfliktu między Chrisem a mieszkańcami, którzy zarzucają mu, że jego kraj twierdzi przed kamerami, że jest pokój, a nie przejmuje się tym, co dzieje się naprawdę. W czasie ataku na jego kryjówkę, ubiera zabitego w swój kombinezon i wyposażenie, a sam przebiera się w serbski mundur i ucieka z miasta razem z jednym z pasażerów samochodu, młodym chłopakiem. Serbowie odnajdują ciało zabitego i pomimo zdemaskowania podstępu Chrisa, pokazują je reporterom telewizyjnym jako zwłoki porucznika Burnetta. Dowiadując się z telewizji o znalezieniu Burnetta, dowództwo odwołało francuski oddział komandosów tuż przed dotarciem do miejsca, gdzie Chris już czekał na ratunek. Zauważywszy charakterystyczny element w okolicy – posąg anioła nad przepaścią, Chris rozpoznaje miejsce, gdzie wylądował na spadochronie i gdzie spadł jego fotel. Rozstaje się z chłopakiem, a sam idzie aby uruchomić sygnalizator ratunkowy oraz by wyjąć z fotela nagranie, obciążające generała Lokara. Na miejscu podejmuje walkę z najemnikiem. W końcu udaje mu się pomścić przyjaciela, zabijając mordercę flarą.
Admirał Reigert organizuje zaś drugą akcję ratunkową, w której osobiście bierze udział. Serbowie jednak namierzają lotnika i wysyłają na niego bardzo liczny oddział wojska, w tym transportery opancerzone. Pod osłoną silnego ognia ze śmigłowców Chris Burnett wyjmuje nośnik z nagraniem z fotela i ucieka przed zagrożeniem.
Porucznik Chris Burnett pozostał w Marynarce Wojennej. Odzyskane nagranie umożliwiło skazanie Miroslava Lokara za zbrodnię ludobójstwa. Admirał Leslie Reigart został pozbawiony dowództwa Grupy Uderzeniowej, ale w drodze rekompensaty dano mu pracę „za biurkiem” w Waszyngtonie. Zamiast tego odszedł na zasłużoną emeryturę.

## Obsada
- Gene Hackman – admirał Leslie McMahon Reigart
- Owen Wilson – porucznik Chris „Longhorn” Burnett
- Gabriel Macht – porucznik Jeremy „Smoke” Stackhouse
- Joaquim de Almeida – admirał Juan Miguel Piquet
- David Keith – kapitan Tom O’Malley
- Eyal Podell – bosman[1] Kennedy
- Olek Krupa – serbski generał Miroslav Lokar
- Władimir Maszkow − Sasza Ivanić

## Realizacja
Okres zdjęciowy trwał od 16 października 2000 do stycznia 2001 r. Budżet filmu wynosił 40 milionów dolarów.
Ze względu na fakt, że Serbowie zostali przedstawieni jako postacie jednoznacznie negatywne, twórcy mieli problem ze znalezieniem serbskich aktorów, którzy zgodziliby się zagrać swoich rodaków. Do pomocy wykorzystano Chorwatów i Słoweńców. Epizod w filmie zagrał polski aktor Olek Krupa (jako generał Miroslav Lokar).
Pomimo akcji toczonej w Bośni i Hercegowinie, plan zdjęciowy zlokalizowano na Słowacji (m.in w bratysławskim Koliba Studios). W trakcie kręcenia zdjęć okazało się, że po raz pierwszy od ponad stu lat na Słowacji nie spadł zimą śnieg. Zmusiło to twórców do zastosowania sztucznego śniegu i dowożenia go z górskich rejonów. Niektóre z ujęć kręcono na lotniskowcach USS Carl Vinson (CVN-70) i USS Constellation (CV-64) na akwenie Oceanu Spokojnego.
Do zdjęć wykorzystano również sprzęt pochodzenia radzieckiego, m.in. wóz plot. Strieła-10 i czołg T-72. W trakcie kręcenia sceny, gdy czołg przebija się przez ścianę, reżyser John Moore znalazł się niebezpiecznie blisko jego gąsienic. Stojący w pobliżu kaskader zdążył go jednak odciągnąć od maszyny.

## Kontrowersje
Film jest zainspirowany prawdziwą historią kapitana Scotta O’Grady’ego, który 2 czerwca 1995 został zestrzelony przez serbską obronę przeciwlotniczą w trakcie wykonywania zadań w ramach operacji Deny Flight. O’Grady miał pozwać twórców filmu za zekranizowanie jego przeżyć bez jego zgody, zarzut jednak oddalono. Powodem był fakt, że film i historia O’Grady’ego noszą więcej różnic niż podobieństw. O’Grady wykonywał lot w jednomiejscowym myśliwcu F-16 (a nie dwumiejscowym F/A-18 Hornet, jak pokazano to w filmie), a w trakcie ucieczki przed serbską obławą ani razu nie zbliżył się do zamieszkanych rejonów Bośni. O’Grady nie leciał również na misję rozpoznawczą i nie sfotografował Serbów nad masowymi grobami, jak zostało to przedstawione w filmie.

## Nagrody i wyróżnienia
- 2002, ALMA Awards:
  - nominacja do nagrody ALMA w kategorii najlepszy scenariusz filmowy (dzieło oryginalne lub adaptowane) (nominowani: Zak Penn, David Veloz)
- 2002, Political Film Society, USA:
  - nominacja do nagrody PFS w kategorii exposé
- 2002, World Stunt Awards:
  - nagroda Taurus w kategorii najlepszy pokaz pilotażu (Dirk Vahle, Jimmy N. Roberts, Robert Powell)

## Link zewnętrzny
- Oficjalna strona filmu. behindenemylinesmovie.com. [zarchiwizowane z tego adresu (2005-04-04)]. (ang.).